# 酸性磷酸酶

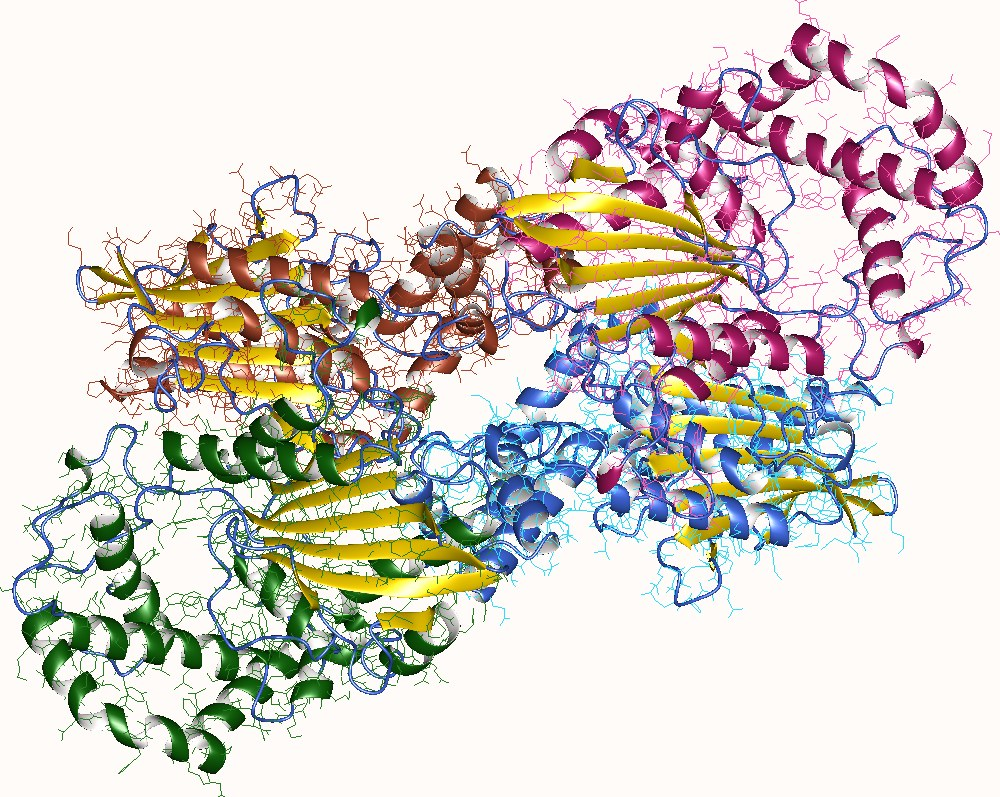
Acid phosphatase tetramer, Human.

酸性磷酸酶（英語：Acid phosphatase，EC 3.1.3.2）是一类磷酸酶（将磷酸基团从有机分子上水解下来的酶），且可进一步归类为磷酸单酯水解酶。酸性磷酸酶储存于溶酶体中，在其与核内体融合后执行作用。故此，酸性pH为其最适条件。酸性磷酸酶在许多动物与植物中都有分布。

## 内部链接
- 碱性磷酸酶